# 莊思頓
莊思頓（Rita Margaret Johnston，1935年4月22日—）是加拿大卑詩省的一位政治家。 1991年，莊思頓接替溫德心出任卑詩省第29任省长，任期七個月，也成為了加拿大歷史上第一位女省長。
她是約翰·莱歇特和安妮·奇兹的女儿，在溫哥華接受教育。 1951年，她与佐治·莊士敦結婚。 
她早年的大部分时间都在卑詩省素里市经营一家露營車車場。

## 政治生涯
莊思頓的政治生涯由擔任素里市的市議員開始。
1983年，她代表社会信用党成员身份在素里省選區（Surrey）參選，並当选為代表該區的省議員。
1986年，她在新成立的素里牛頓選區再次當選，也成為了省長溫德心的閣員，擔任了多個職務。
值得一提的是，她在踏足省政之前早已有和溫德心共事的經歷。當時溫德心是素里市長，她則是市議員。
1990 年，溫德心任命了莊思頓為副省長。 
1991 年4月2日，溫德心辭職後，社信黨黨團以21比17的投票結果使她擊敗司法部长傅利沙成為臨時黨魁及署理省長，也成為了加拿大第一位女性首長。 
在1991年7月的社信黨黨大會上，她以些微優勢擊敗了領先者麥嘉恩（Grace McCarthy），正式當選為社信黨黨魁。 
她雖然當選為新黨魁，卻因法定的大選週期而沒有足夠的時間來施行新的政策。
她在該年十月的時候解散了議會，召開了大選。然而，因為她和醜聞纏身的溫德心有長期的連結，她獲勝的機會也因此大減。社信黨也因此前的黨魁選舉而陷入嚴重分裂，並且該分裂在選舉召開前也未被修補。
在大選中，社信黨被哈葛領導的新民主黨徹底擊敗。此外，許多溫和派的社信黨人轉而支持此前奄奄一息的卑詩自由黨。社信黨一舉失去了1986 年一半的普選票，議席減少到只剩7個，在省議會中也位居新民主党和自由党之后，排名第三。
在這場變革中，莊思頓本人亦未能倖免於難。她以超過10%的差距輸給了新民主黨的彭佩迪 ，時任閣員也只有七位能連任。新民主黨的哈葛後來也承認，比起麥嘉恩，他更希望莊思頓成為黨魁，因為她比麥嘉恩容易在選舉中被他擊敗。
1992年1月11日，莊思頓辭去了社信黨黨魁的職務，並退出政壇。黨魁之位則由麥嘉恩接任。
2009年，她以卑詩保守黨顧問的身份重返政壇。